# Strnadec zimní
Strnadec zimní (Junco hyemalis) je nejznámější druh z rodu strnadců. V závislosti na ročním období je možné se s ním setkat prakticky všude v mírném podnebí Severní Ameriky, během léta se vyskytuje i hluboko v subarktické oblasti.
Někdy je uváděn pod českým synonymem „strnadec proměnlivý“ a poddruh Junco hyemalis caniceps jako „strnad šedolící“
- Poddruhy Junco hyemalis
- J. h. aikeni
 Ridgway, 1873
- J. h. caniceps
 (Woodhouse, 1853) 
(česká synonyma:
strnad šedolící
junko šedohlavý)
- J. h. dorsalis
 Henry, 1858
- J. h. hyemalis
 (Linnaeus, 1758)

"Poddruhy
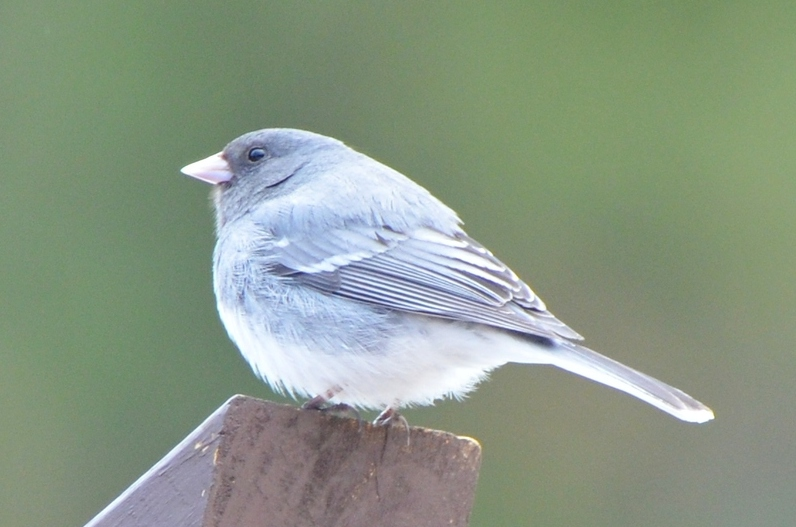
J. h. mearnsi Ridgway, 1897
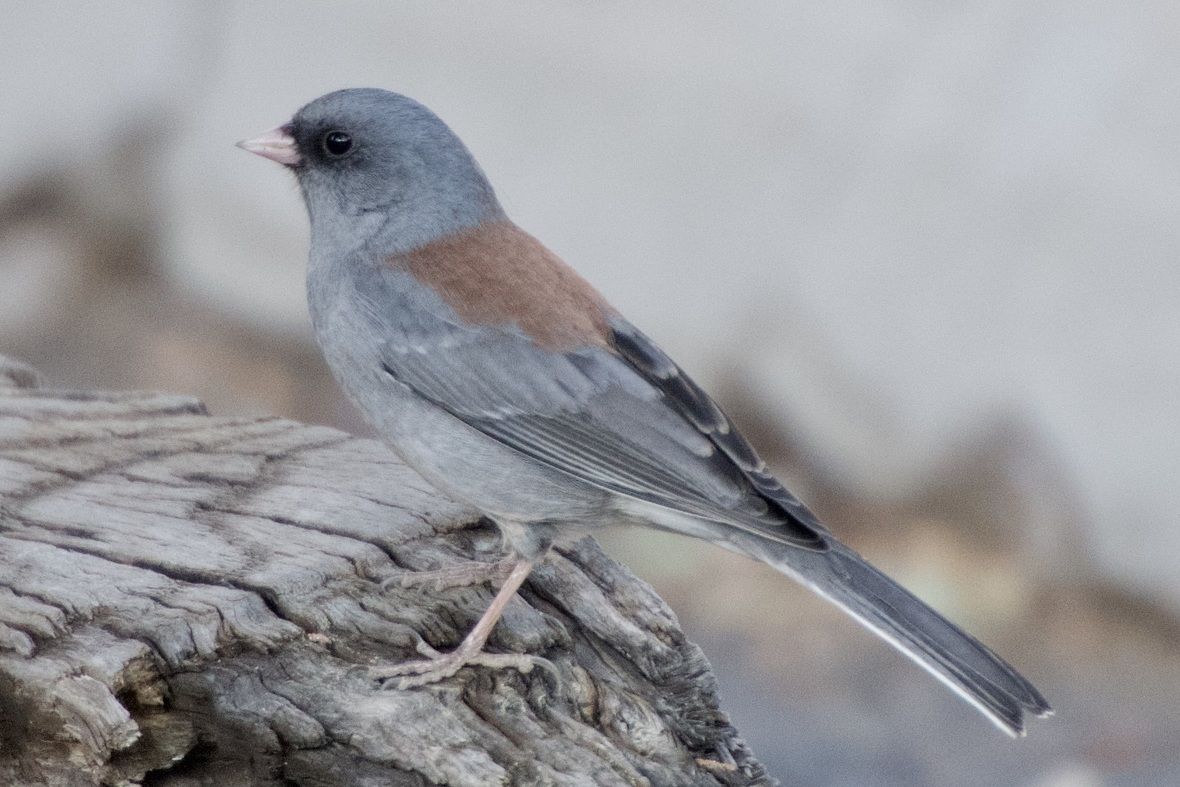
J. h. caniceps (Woodhouse, 1853) (česká synonyma: strnad šedolící junko šedohlavý)
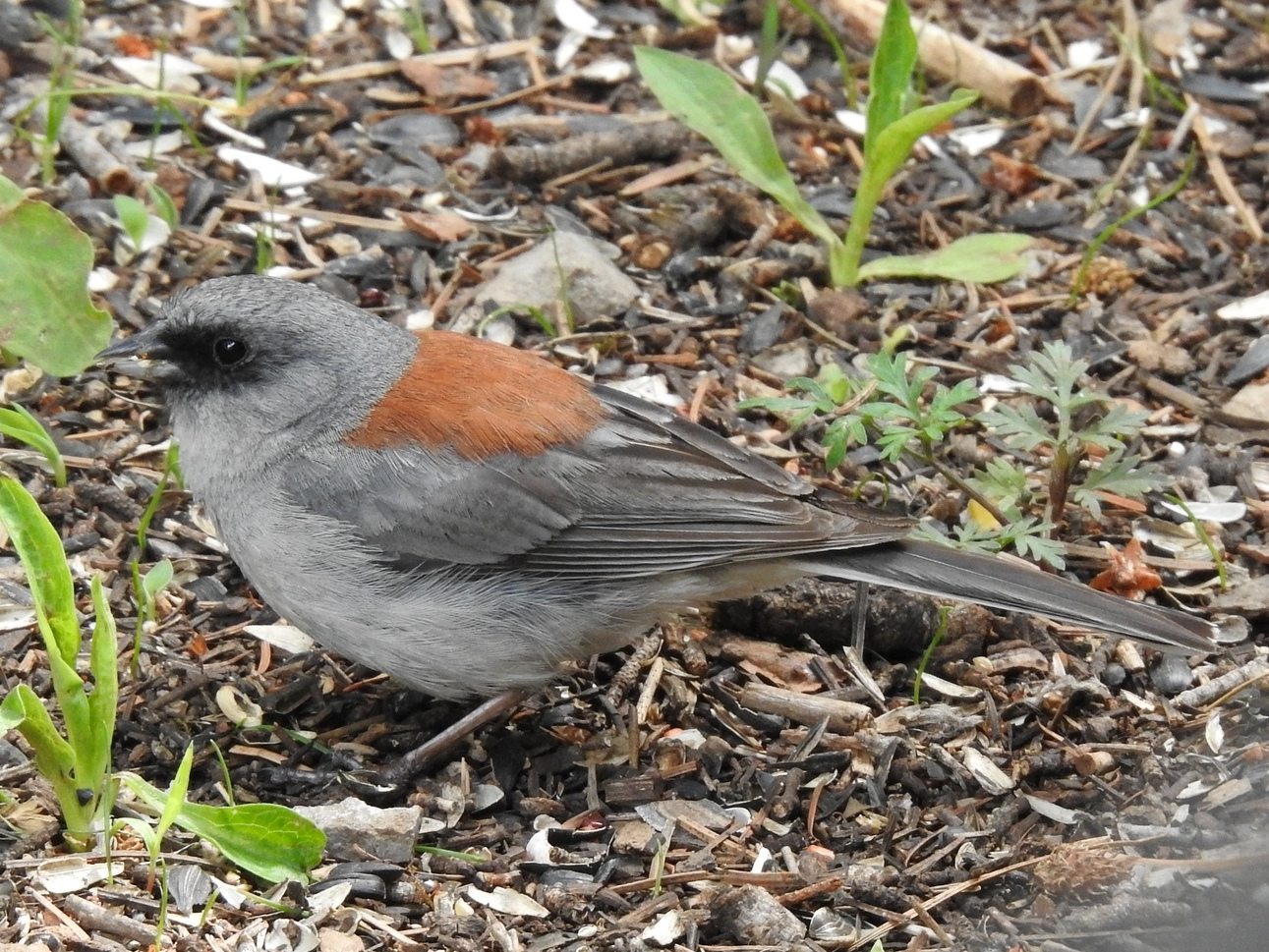
J. h. dorsalis Henry, 1858
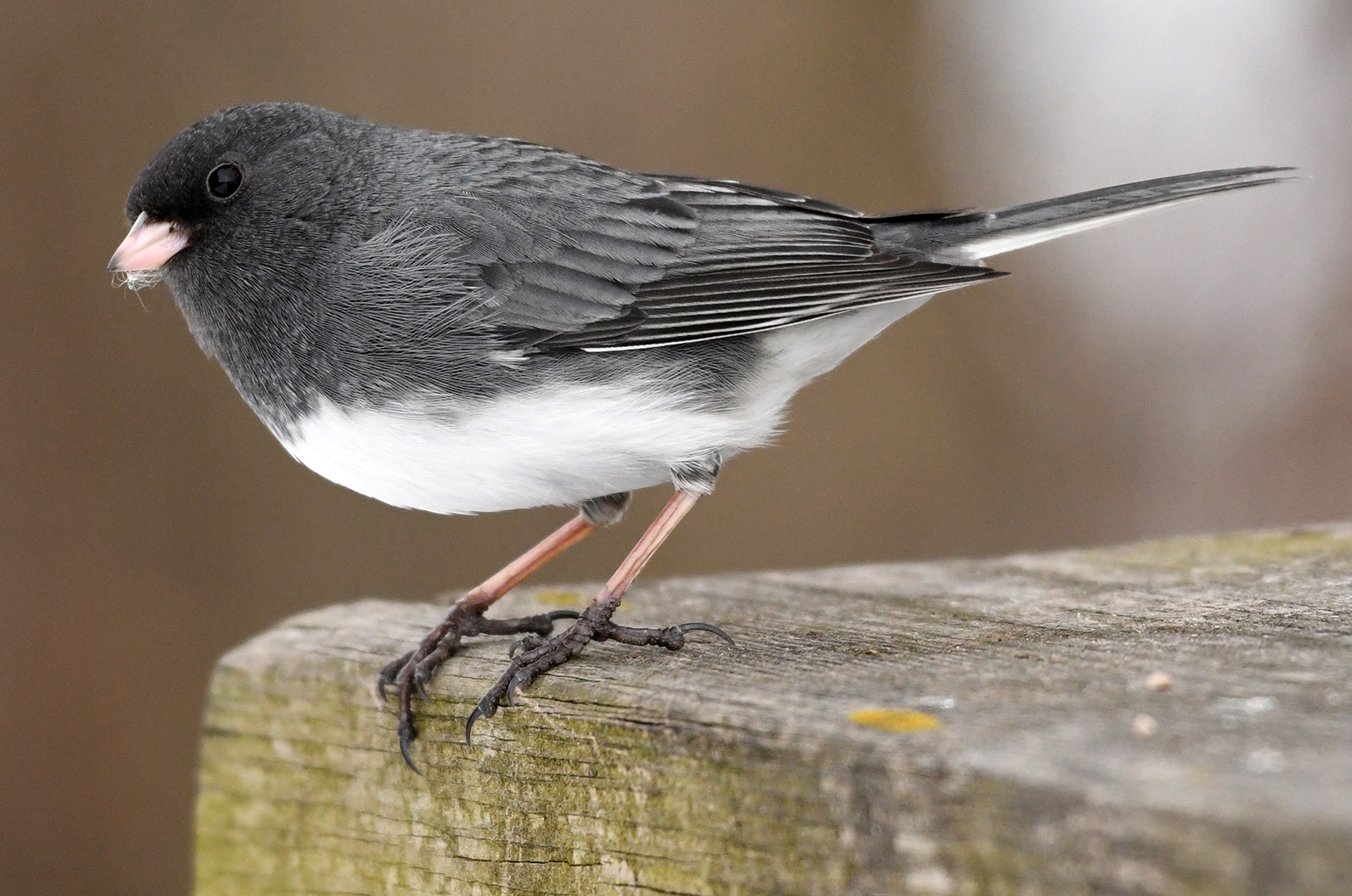
J. h. hyemalis (Linnaeus, 1758)
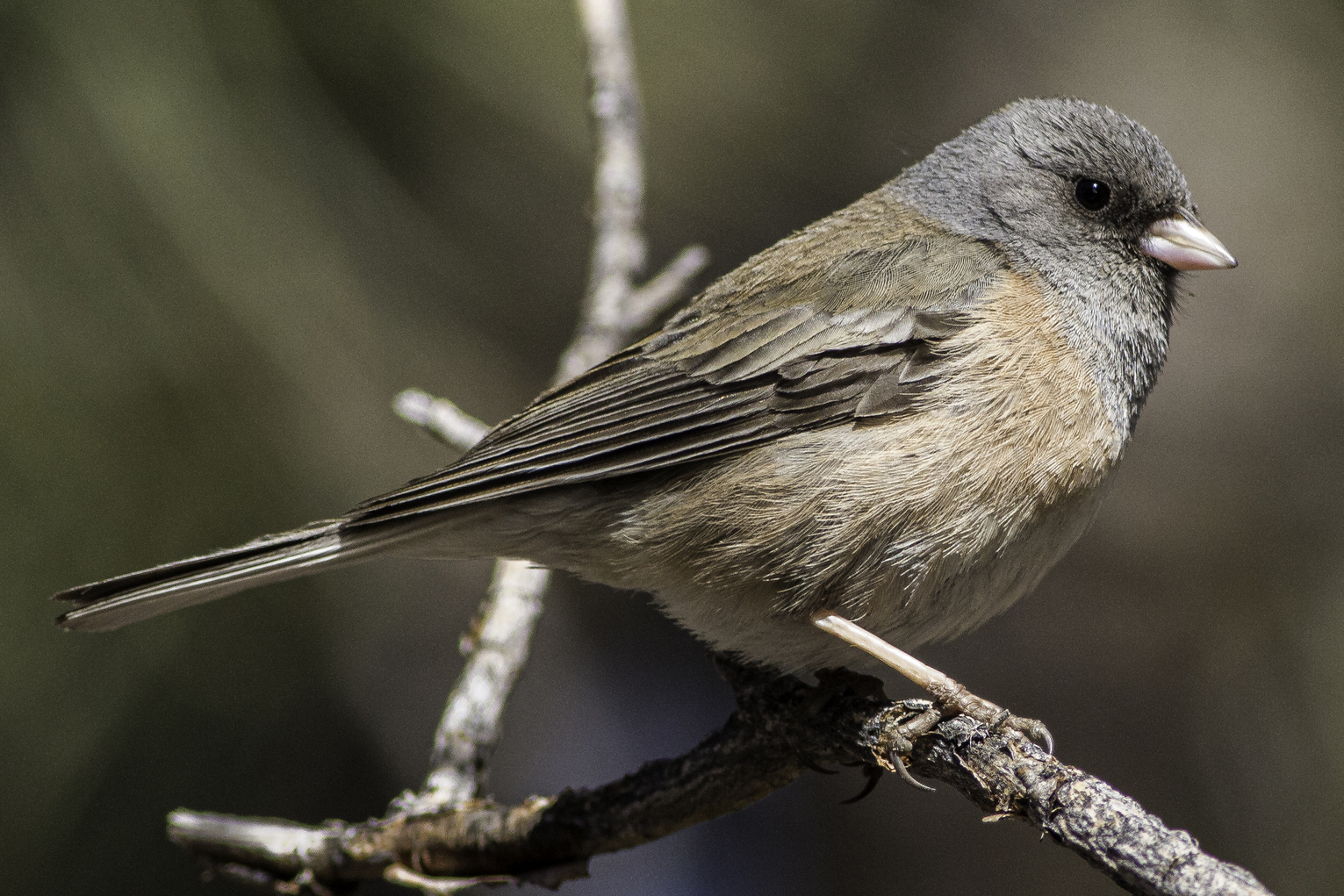
J. h. mearnsi Ridgway, 1897
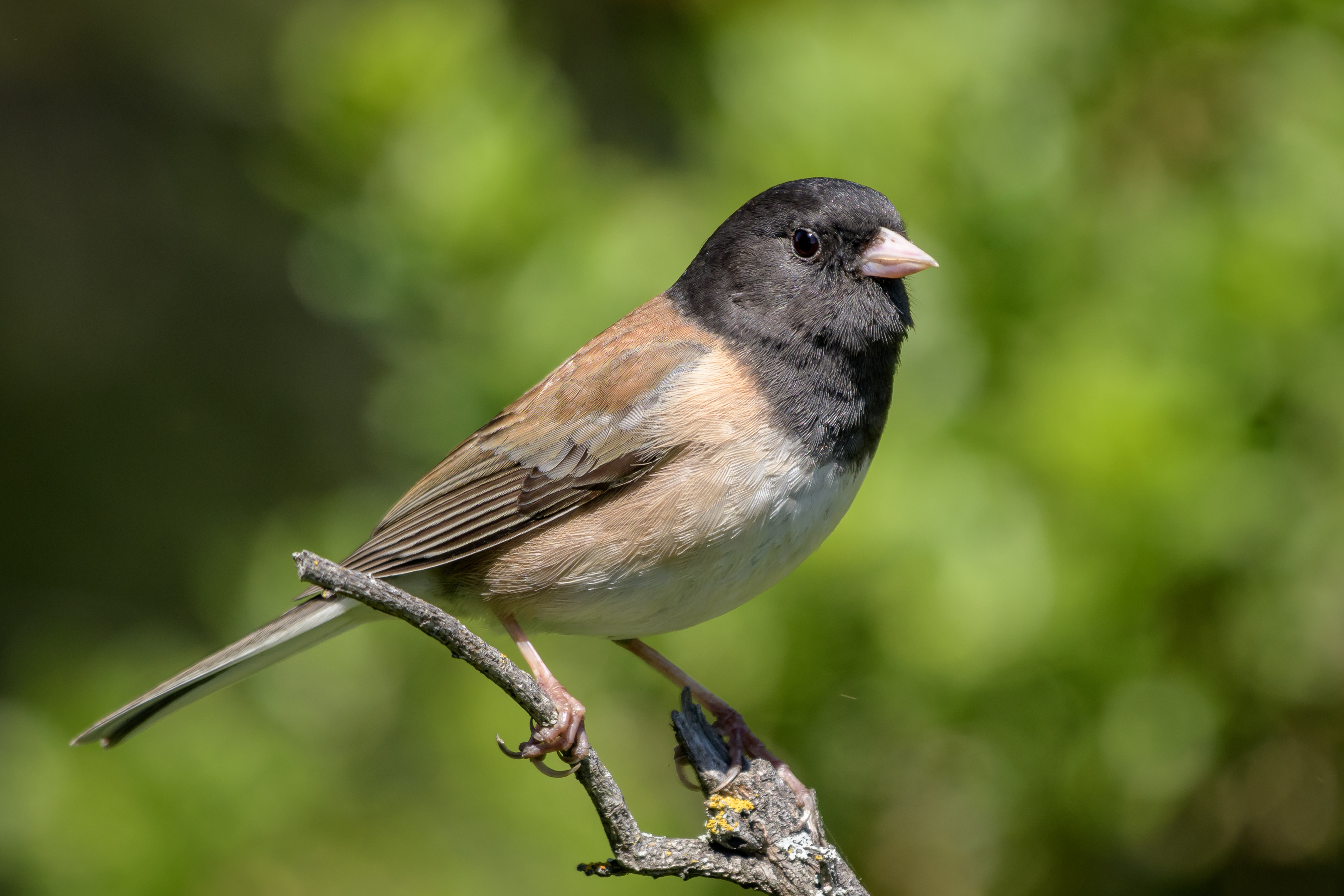
J. h. oreganus (J. K. Townsend, 1837)

další poddruhy –
- J. h. carolinensis Brewster, 1886
- J. h. cismontanus Dwight, 1918
- J. h. montanus Ridgway, 1898
- J. h. mutabilis van Rossem, 1931
- J. h. pinosus Loomis, 1893
- J. h. pontilis Oberholser, 1919
- J. h. shufeldti Coale, 1887
- J. h. thurberi Anthony, 1890
- J. h. townsendi Anthony, 1889